# Adrián Colombino
Adrián Nicolás Colombino Rodríguez (Flor de Maroñas, Uruguay; 12 de octubre de 1993) es un futbolista uruguayo. Juega como centrocampista y su equipo actual es el CA Progreso de la Primera División de Uruguay.

## Trayectoria
Colombino se unió a la academia de Montevideo Wanderers en 2006, firmando desde el equipo juvenil Arapey Mendoza. Su debut profesional contra el Liverpool el 9 de octubre de 2011 fue una de las dos apariciones en 2011-12. Cuarenta y una apariciones más siguieron a lo largo de dos temporadas, que precedieron a Colombino anotando su primer gol profesional en agosto de 2014 contra River Plate. Marcó goles en la próxima campaña ante Nacional y Peñarol, teniendo un total de ciento setenta y ocho partidos en todas las competiciones en ocho temporadas; colocándose como subcampeones dos veces.
El 20 de enero de 2019, Colombino completó una cesión con Argentinos Juniors de la Primera División de Argentina. Apareció solo una vez para el club, jugando los últimos catorce minutos de una victoria de la Copa Argentina sobre Douglas Haig el 5 de marzo. Colombino volvió a su equipo de origen el 24 de junio, participando posteriormente en los partidos de liga de julio con Cerro Largo y Fénix. El 29 de diciembre de 2020 acordó un traspaso al fútbol griego con la AEL; firmando un contrato de dos años y medio.

## Clubes
| Club                 | País      | Año           |
| -------------------- | --------- | ------------- |
| Montevideo Wanderers | Uruguay   | 2011-2018     |
| Argentinos Juniors   | Argentina | 2019          |
| Montevideo Wanderers | Uruguay   | 2020-2022     |
| Mushuc Runa          | Ecuador   | 2022          |
| Panserraikos         | Grecia    | 2023          |
| CA Progreso          | Uruguay   | 2024-presente |